# Link Light Rail

Logo Link Light Rail

Plán sítě Link Light Rail

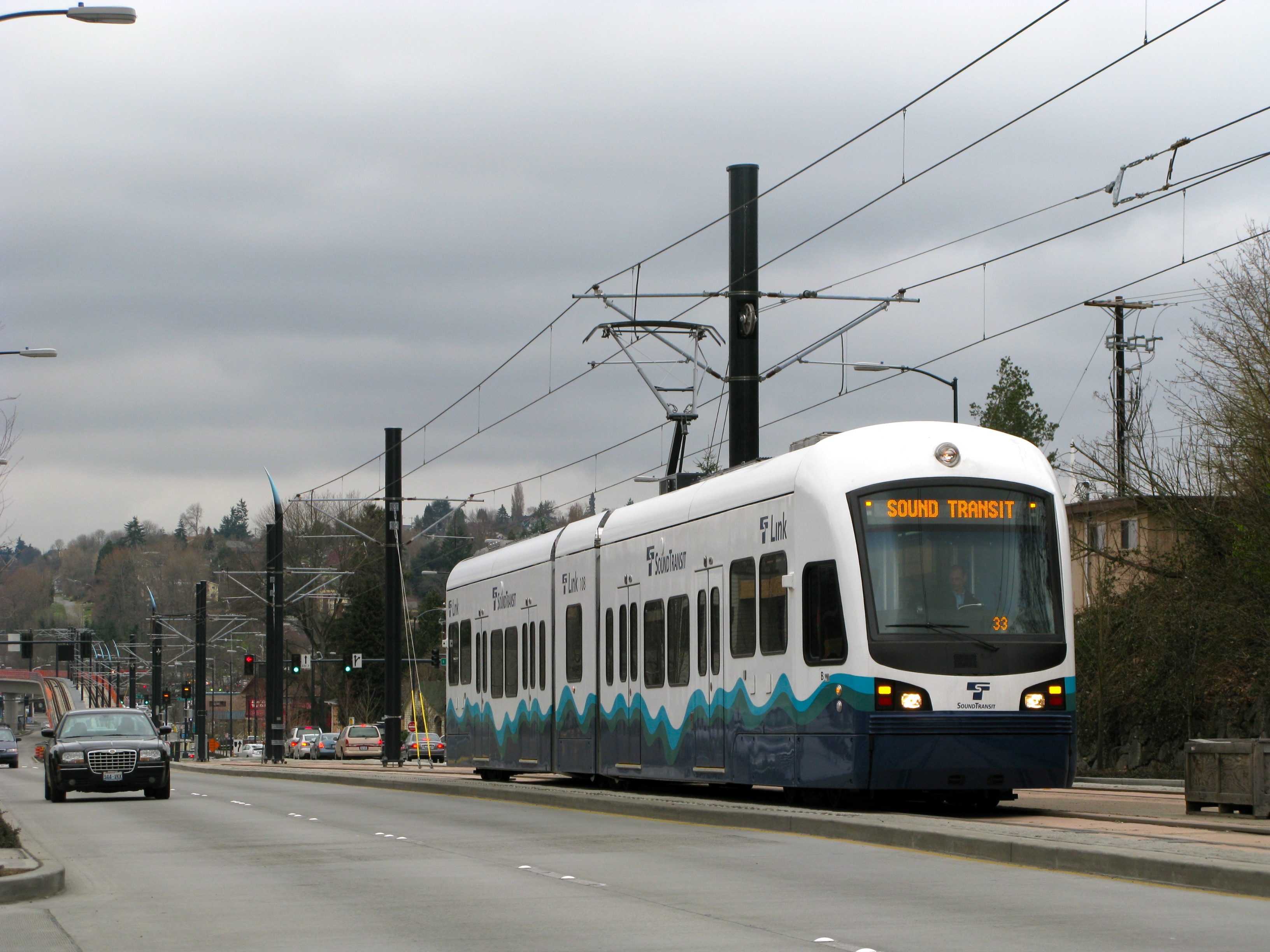
Tramvaj při testech mezi stanicemi Columbia City a Mount Baker

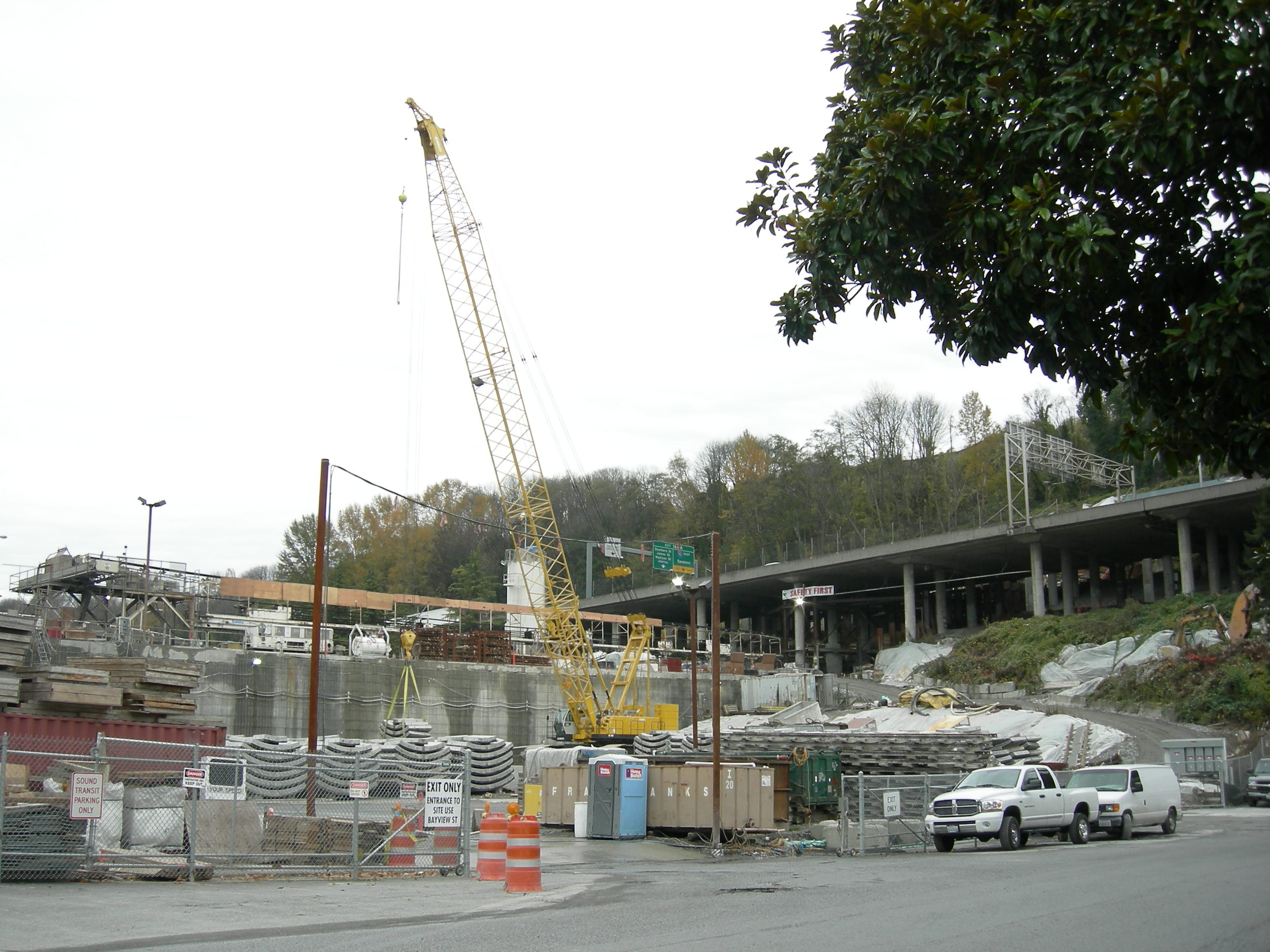
Linka Central Link při stavbě nedaleko západního konce tunelu pod čtvrtí Beacon Hill

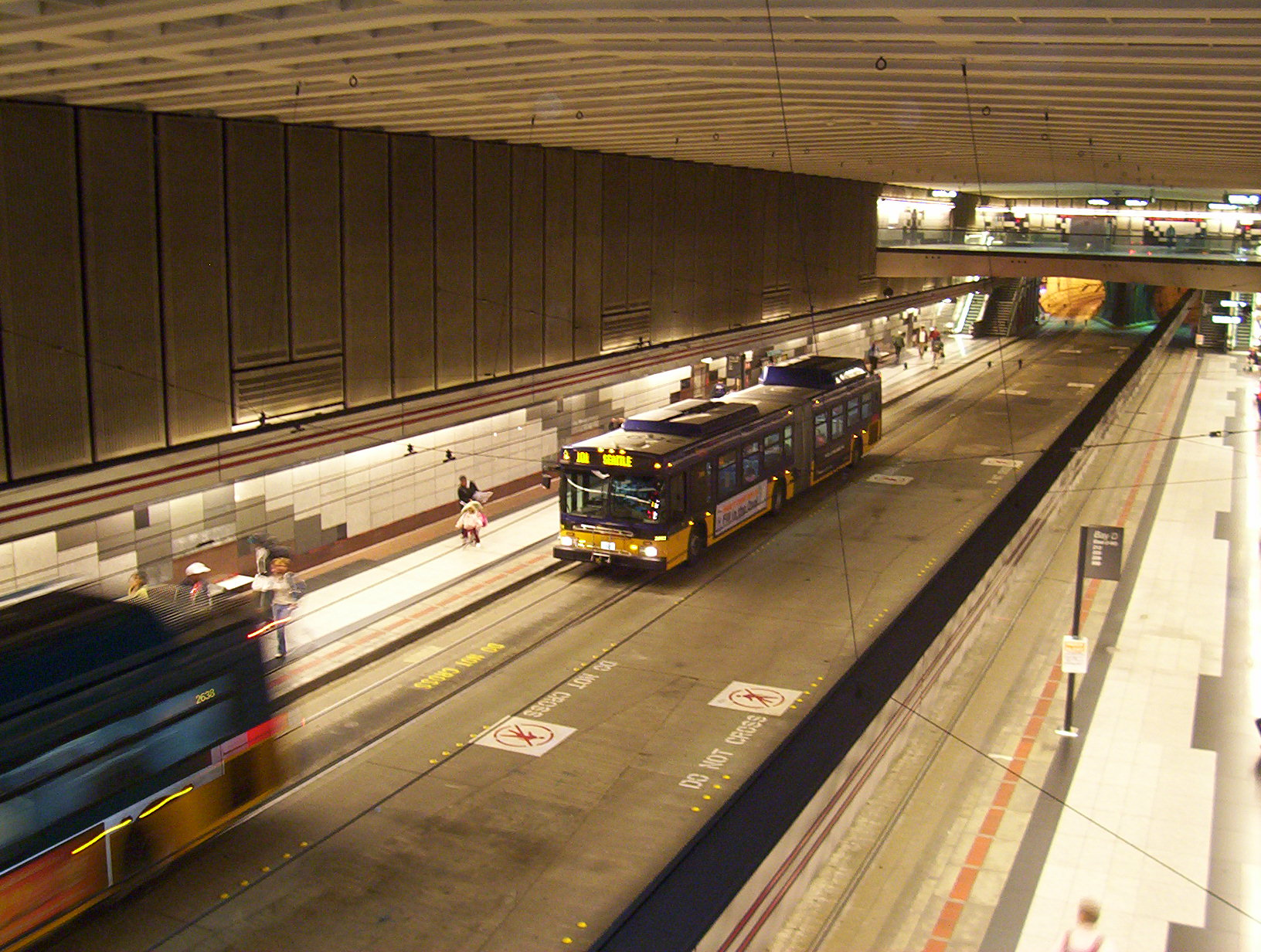
Stanice University Street, kde se často přestupuje mezi tramvají a autobusy King County Metro

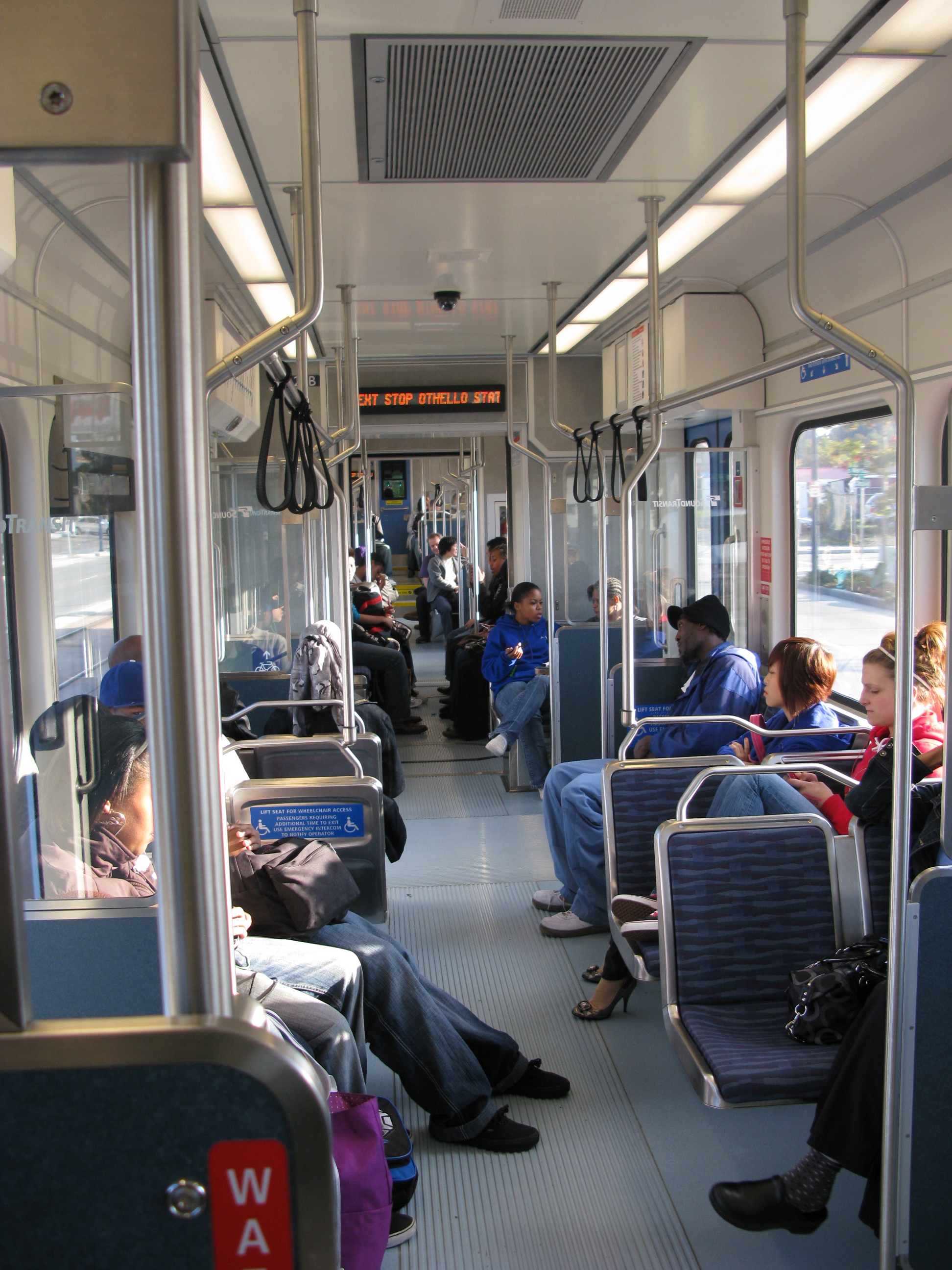
Interiér tramvaje linky Central Link ve směru na jih, k Othello Station

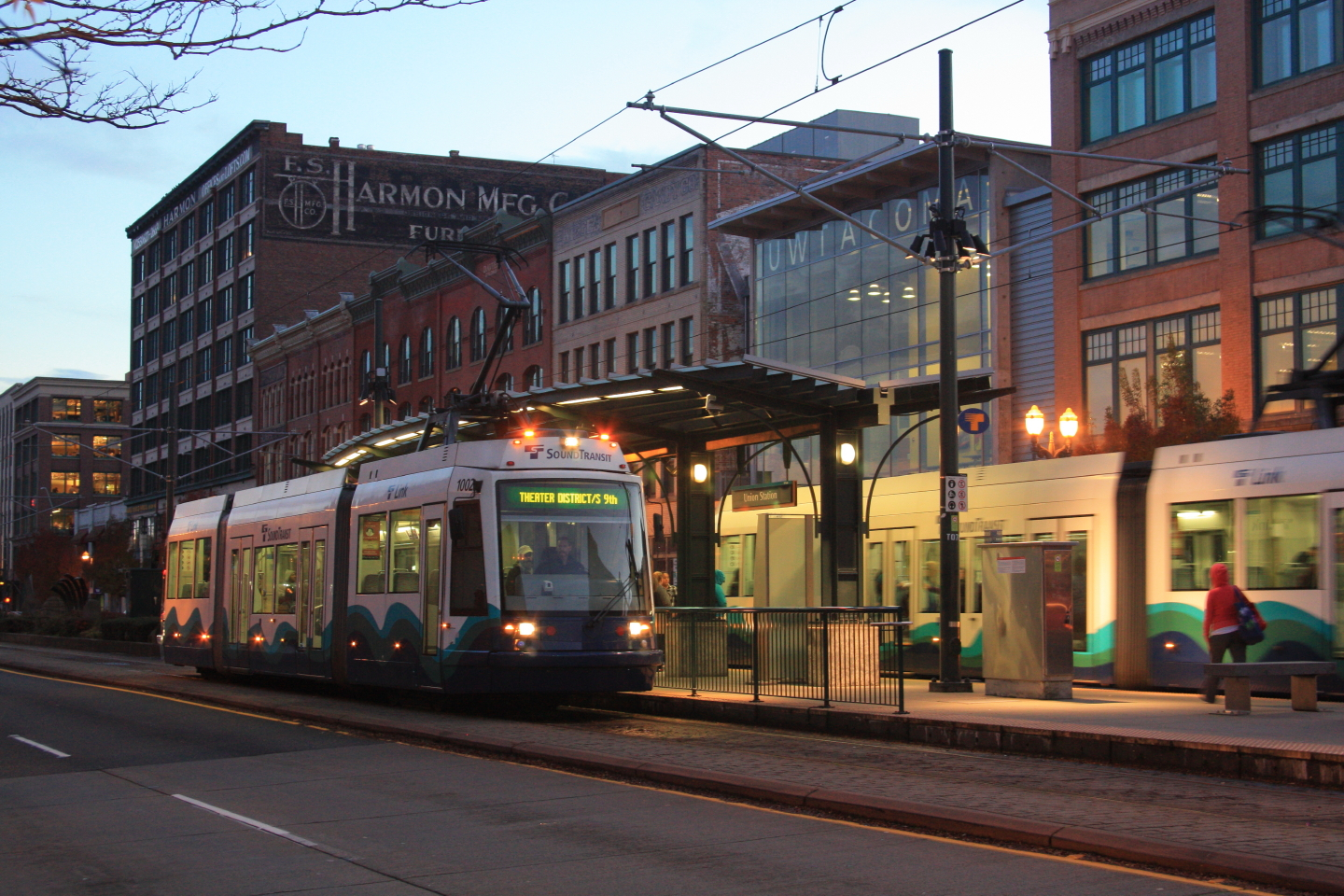
Tramvaj linky Tacoma Link české výroby ve stanici Union Station

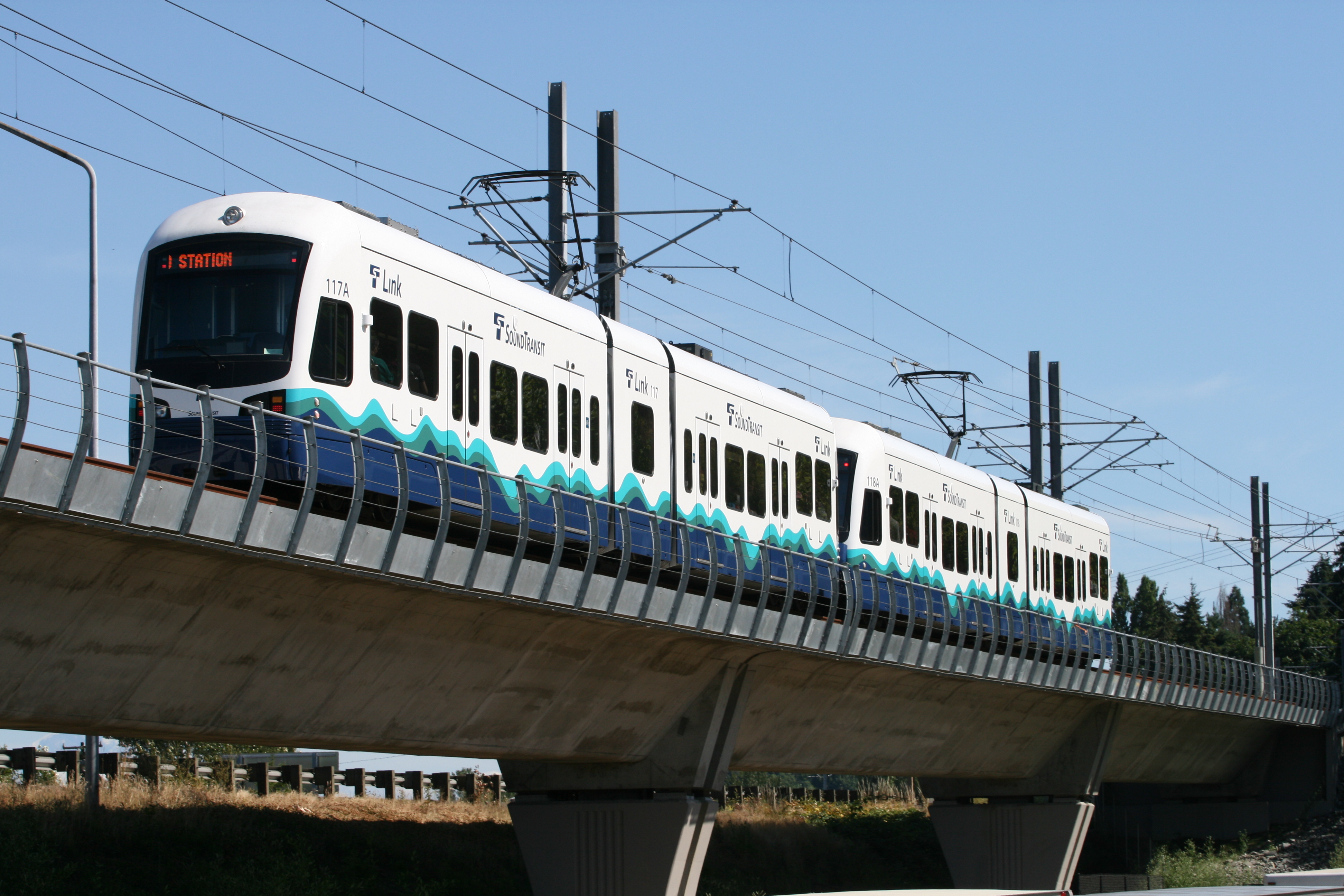
Tramvaj linky Central Link ve směru do Tukwily

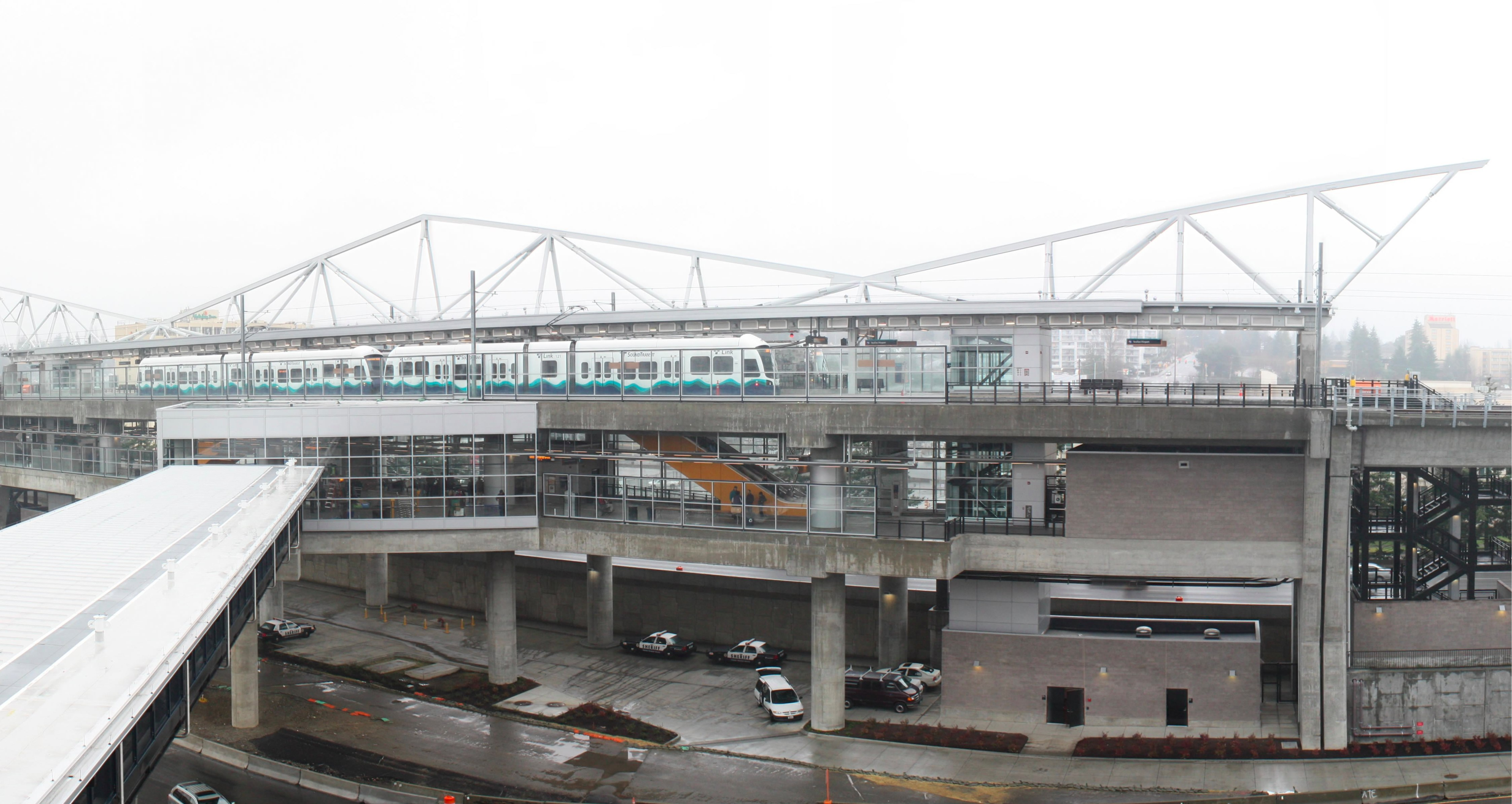
Stanice na mezinárodním letišti

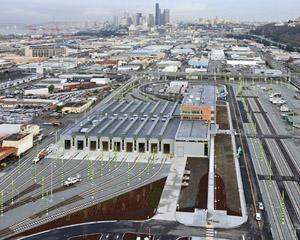
Vozovna tramvají Link Light Rail

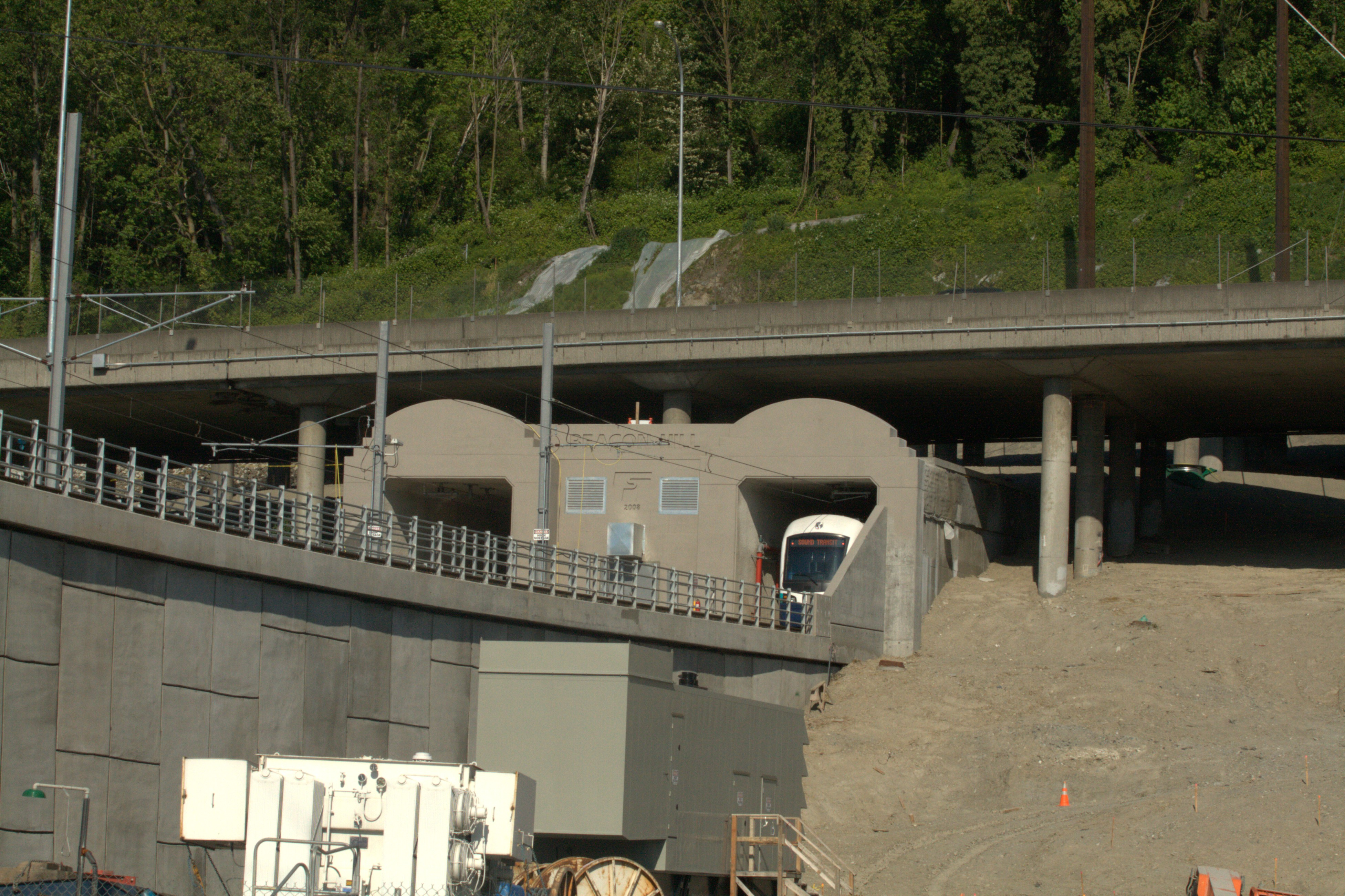
Západní konec tunelu pod čtvrtí Beacon Hill

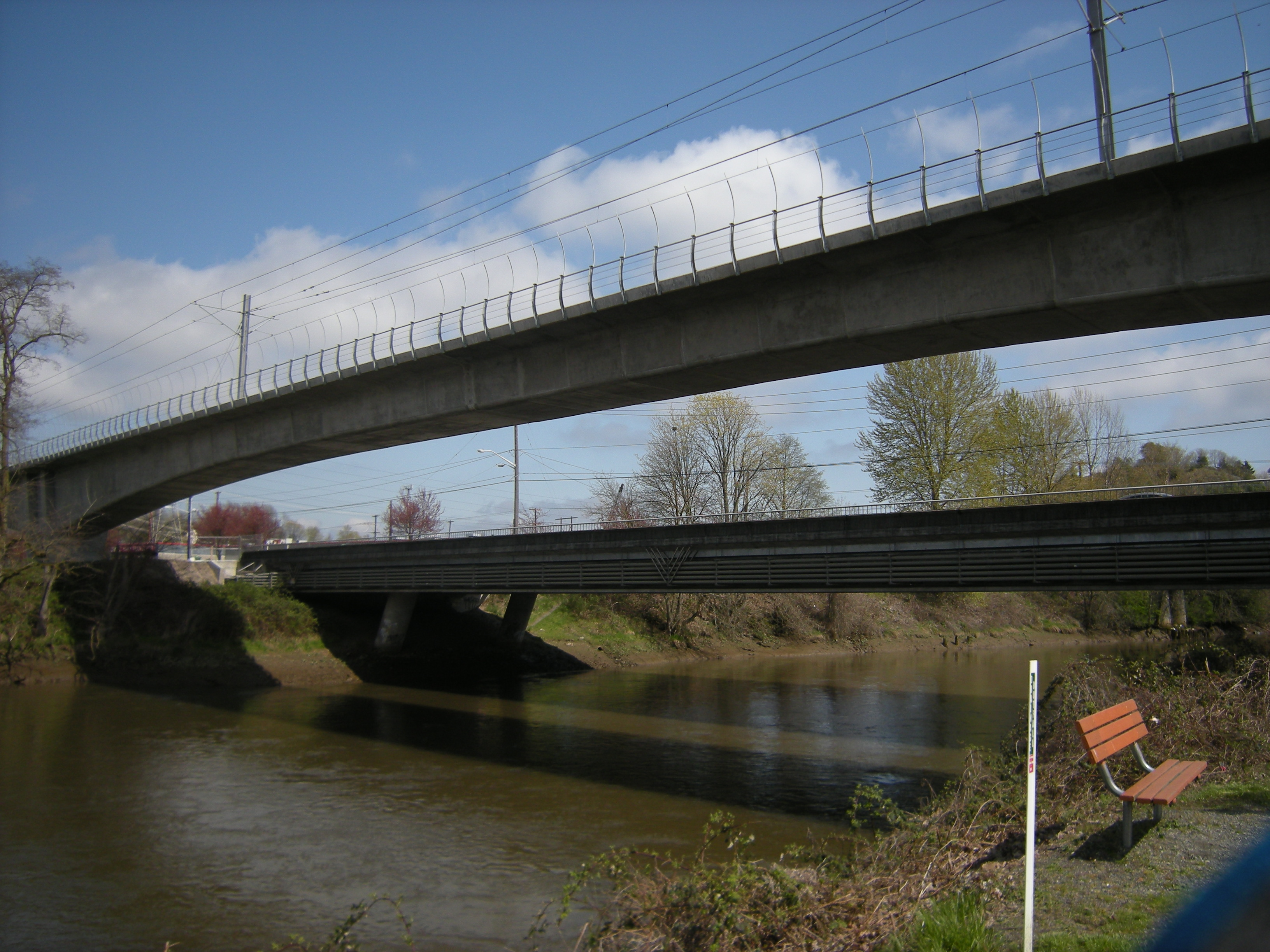
Most přes řeku Duwamish

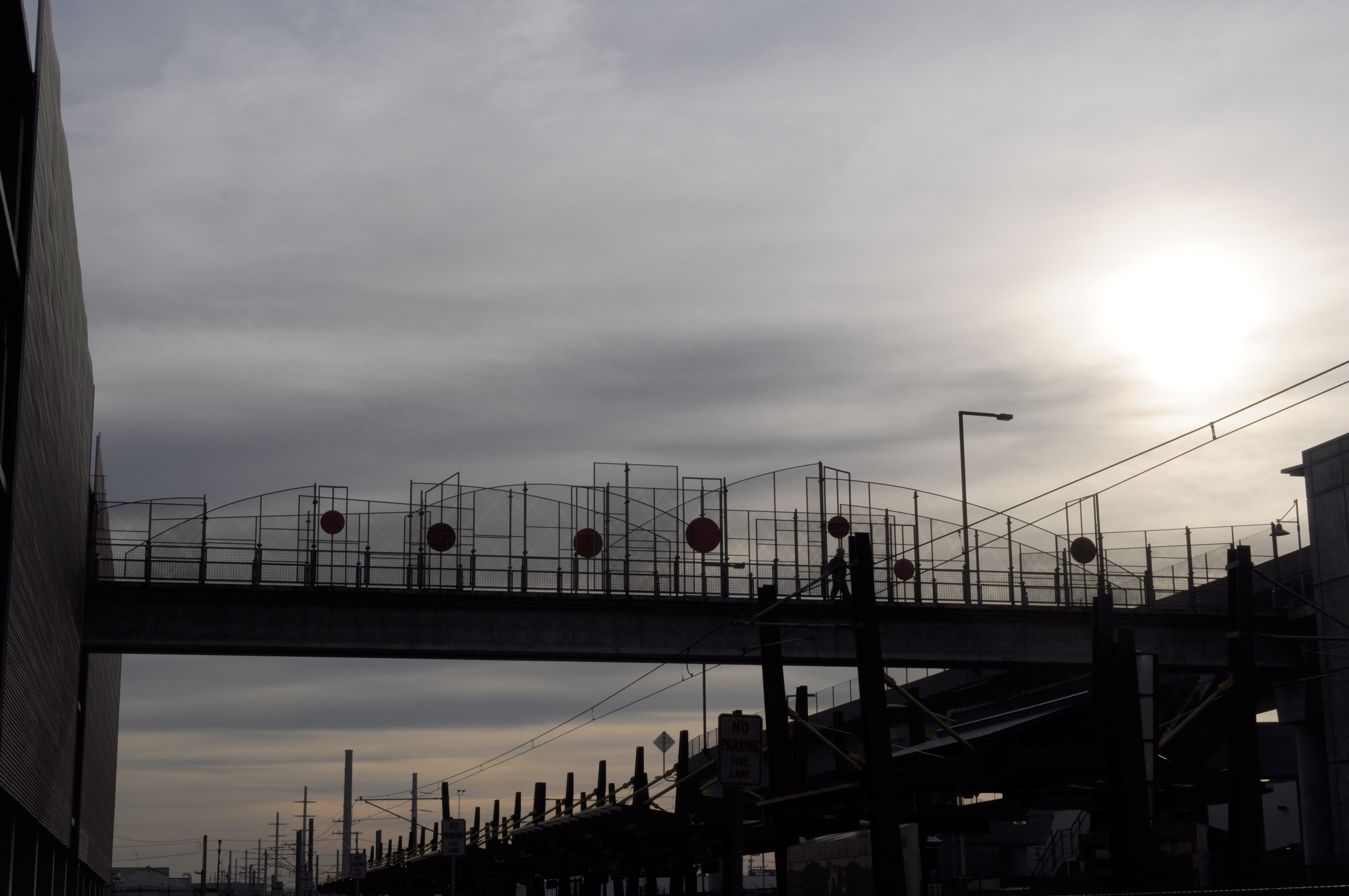
Nadchod pro zaměstnance King County Metro

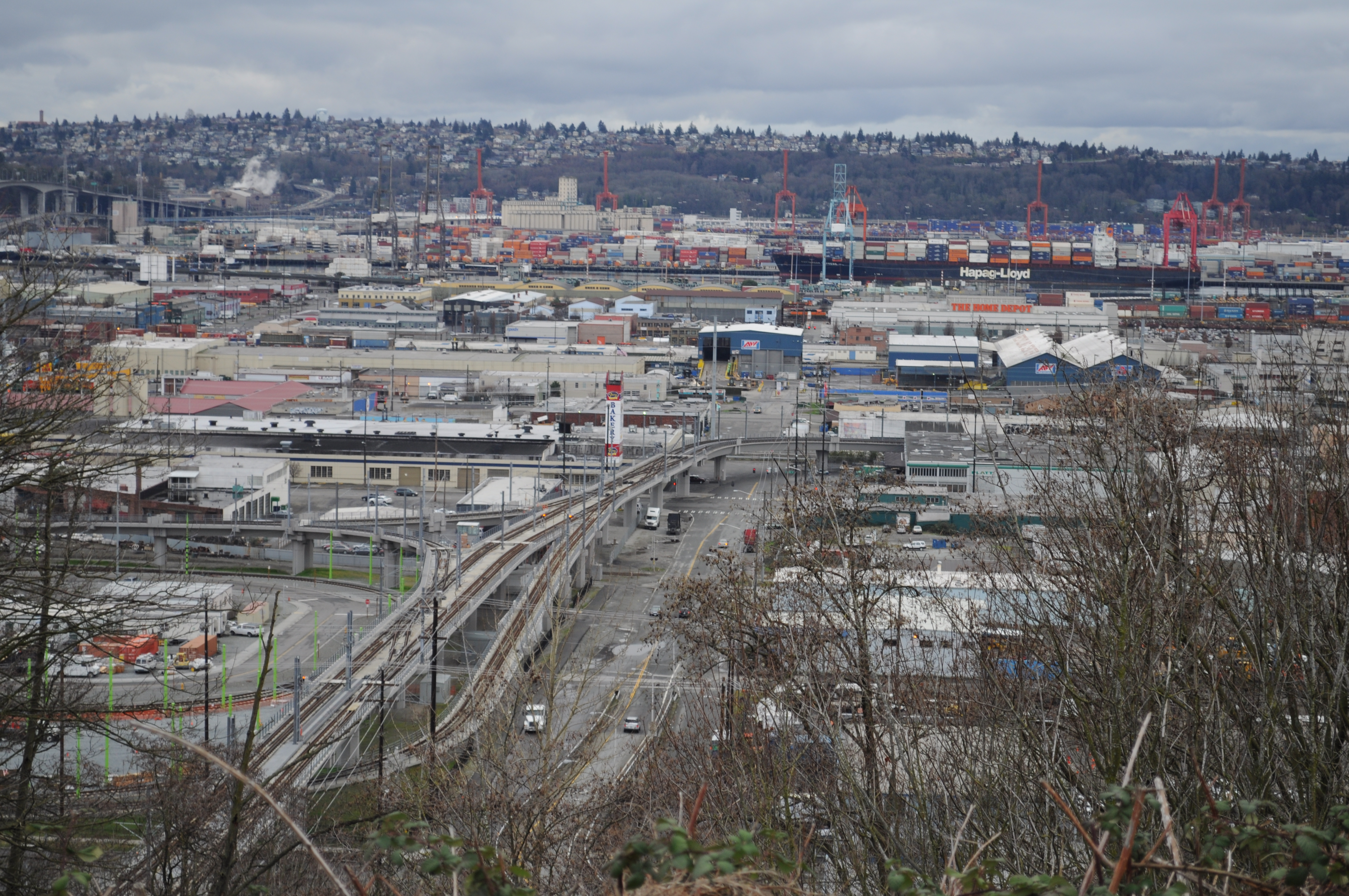
Pohled na linku Central Link

Link Light Rail je projekt sítě rychlodrážních tramvají v oblasti města Seattle, který po schválení v listopadu 1996 provozuje společnost Sound Transit. Momentálně společnost provozuje dvě tramvajové linky, a to Tacoma Link se třemi tramvajemi značky Škoda a Central Link s 35 tramvajemi značky Kinki Sharyo. Na konci roku 2008 začala výstavba linky University Link, která má prodloužit Central Link k University of Washington od roku 2016. V listopadu 2008 bylo navíc schváleno prodloužení sítě na sever do Lynnwoodu, a v budoucnu případně až do Everettu, na jih do Federal Way, v budoucnu případně až do Tacomy, a na východ přes Mercer Island a Bellevue do Redmondu.

## Historie
V listopadu 1996 schválili voliči v okresech King, Pierce a Snohomish zvýšení prodejních a silničních daní k zajištění 3,9 miliard-dolarové dopravní dotace, která zahrnovala 1,7 miliardy dolarů pro systém rychlodrážních tramvají. V dalších letech pak vychrlilo množství debat o problémech nastávajících s konstrukcí linky Central Link.
Na přelomu dvou tisíciletí musela společnost Sound Transit projít sérií finančních a politických problémů, jelikož cena stavby linky stoupla a federální vláda začala hrozit odepřením nutné dotace. V roce 2001 tak musela společnost zkrátit linku oproti původnímu návrhu a navíc čelit konkurenci od Seattle Monorail Projectu, který na svou stranu strhával mnohé obyvatele Seattlu.
Na konci roku 2002 se však společnost už rozhodla na variantě svých linek a navíc už byla finančně stabilní. V srpnu 2003 byla otevřena linka Tacoma Link v centru Tacomy, kde brzy dosáhla své předpovídané vytíženosti. V listopadu 2003 se konal ceremoniál k zahájení stavby linky Central Link v Seattlu. V červenci 2009 byl otevřen úsek spojující Westlake a Tukwilu, o pět měsíců později byl prodloužen k letišti Seattle-Tacoma International Airport.

## Služby

### Navazující spoje
Linka Tacoma Link se nachází celou svou velikostí v okrese Pierce a většinu navazující dopravy poskytuje společnost Pierce Transit. Sound Transit také provozuje expresní autobusy, jež spojují linku s místy po celém okolí. Ze stanice Tacoma Dome pak vyrážejí autobusy společnosti Intercity Transit do Olympie.
Linka Central Link se nachází celá v okrese King, a tak většinu navazujících spojů tvoří autobusy společnosti King County Metro. Ty společně s tramvajemi sdílí Downtown Seattle Transit Tunnel, který usnadňuje přestupování. Na severní konečné ve Westlaku mohou cestující přestoupit na tramvaje South Lake Union Streetcar nebo jednokolejku Seattle Center Monorail. Příměstské autobusy do okresu Snohomish zajišťuje společnost Community Transit a Sound Transit provozuje expresní autobusy z centra Seattlu a mezinárodního letiště Sea-Tac do různých bodů ve všech třech okresech, které rovněž spojuje příměstské vlakové spojení Sounder. Tři meziměstské vlakové spoje společnosti Amtrak spojují King Street Station v centru města s různými místy po celé zemi, meziměstské autobusy mají svou stanici několik bloků severně od stanice Westlake. Trajekty společností Washington State Ferries a King County Ferry District vyrážejí na své plavby z Colmanova přístavu, jenž se také nachází v centru Seattlu.

### Jízdenky
Ceny jízdenek na lince Central Link jsou založené na vzdálenosti a začínají na 1 dolaru 75 centech. Za každou míli se přičítá 5 centů a cena se zaokrouhluje k nejbližší čtvrtině dolaru. Na rozdíl od autobusů není cesta v tunelu Downtown Seattle Transit Tunnel bezplatná. Výsledkem je maximální cena mezi centrem města a letištěm 2 dolary 50 centů, což je levnější než cesta autobusem ve špičce, která by stála 2 dolary 75 centů. Pokud by byla cesta tramvají po centru Seattlu bezplatná, podnik by musel zvednout ceny o 25 centů.
Karta ORCA umožňuje bezkontaktní nákup jízdenek a automaticky vypočítává kredit, který může její držitel použít u společností Sound Transit, King County Metro, Community Transit, Pierce Transit, Everett Transit, Washington State Ferries a Kitsap Transit.
Tacoma Link je po celou svou délku bezplatná.

### Vozový park
Vozový park se skládá ze dvou druhů tramvají, celkově se jedná o 38 vozů. Zatímco linka Tacoma Link používá tři, v Seattlu jich jezdí 35.
Vozy linky Tacoma Link byly vyrobeny v letech 2001 a 2002 v České republice ve spolupráci společností Škoda a Inekon. Jedná se o model Škoda 10T, který je používán také v v Portlandu. Společnost vozy dostala v září 2002 a nespojuje je ve vlaky. Délka tramvají je 20 metrů a šířka činí 2,5 metru, veprostřed se nachází dva klouby. Totální kapacita činí 157 cestujících, k sezení je zde 30 míst. Elektřinu získávají ze 750-voltových trolejí.
Vozy pro linku Central Link vyrobila firma Kinki Sharyo v Japonsku a ve Spojených státech. První vůz přijel už v listopadu 2006, od května 2007 pak začaly přijíždět dva měsíčně. Jedná se o delší tramvaje, než které jezdí v Tacomě, a navíc mohou být spojeny do čtyřvozových vlaků. Kapacita tramvaje je 200 cestujících, z nichž 74 může sedět. Elektřinu získává z 1 500-voltových trolejí.

## Nynější linky

### Tacoma Link
Tacoma Link je bezplatná linka rychlodrážní tramvaje, která prochází nejhustěji využívanými oblastmi města Tacoma. Její zastávky jsou Tacoma Dome Sounder Station, South 25th Street Link Station, Union Station / South 19th Street Link Station, Convention Center / South 15th Street Link Station a South 9th Street / Theater District Link Station. Zastávka Union Station se nachází nedaleko tacomského kampusu University of Washington a několika muzeí. Ve čtvrté čtvrtině roku 2009 měla linka denně v průměru 3 900 cestujících, což bylo téměř dvakrát více, než kolik se předpokládalo o rok později.

### Central Link
Linka v Seattlu je daleko delší než ta v Tacomě, jelikož měří více než 22 kilometrů. Tramvaje zde začaly jezdit v červenci 2009 a spojily 12 stanic na trase, která vede po 7,1 km nad zemí, po 4 km v tunelu a po 11 km po zemi. Pro podporu linky společnost předělala Downtown Seattle Transit Tunnel, ve kterém se nachází čtyři stanice, aby jej mohly využívat jak tramvaje, tak autobusy. Dále společnost speciálně pro tramvaje vybudovala stanice nedaleko sportovních stánků CenturyLink Field a Safeco Field, ve čtvrtích SoDo, Beacon Hill, Mount Baker, Columbia City a Rainier Beach a ve městě Tukwila. Poté byla linka prodloužena téměř 3 kilometry na jih, kde byla v prosinci 2009 otevřena stanice Seattle-Tacoma International Airport. Jedním z hlavních komponentů linky je tunel pod čtvrtí Beacon Hill, ve kterém se nachází také zdejší stanice. Zatímco jeho začátek se nachází pod dálnicí Interstate 5, konec přechází ihned v nadzemní dráhu.

### University Link
V listopadu 2006 schválil Federální úřad dopravy Spojených států plány společnosti Sound Transit na prodloužení svého systému o 5 kilometrů na sever k University of Washington. Dotace byla potvrzena v listopadu 2008 a o měsíc později stavba linky začala. Dokončit se má v roce 2016.

### Airport Link
V roce 2011 se společnost rozhodla urychlit plány prodloužení svého systému na jih od mezinárodního letiště. V roce 2016 plánuje otevřít stanici S. 200th Link Station, která spojí Central Link a plánovanou linku South Link.

## Budoucí prodloužení
Společnost Sound Transit vyvinula druhou fázi svého plánu na rozšíření systému Link Light Rail. První plán byl postaven před voliče v listopadu 2007 a obsahoval také rozšíření dálnic v okolí, voliči jej ale zamítli. O rok později se hlasovalo o novém plánu, který jednoznačně prošel. Systém bude tedy rozšířen na sever do Lynnwoodu, na jih do Federal Way a na východ do Bellevue.

### North Link
North Link je prodloužení linky Central Link, které bylo schváleno v listopadu 2008. Prodloužení spojí University Link se středem čtvrti University District, čtvrtěmi Roosevelt a Northgate a s dalšími místy dále na severu. Po dokončení stavby North Linku bude centrum města spojeno s hustě obydlenými čtvrtěmi na severu města. Právě proto je linka hlavní prioritou společnosti Sound Transit, jelikož přidá denně až 40 tisíc cestujících a zlehčí provoz na Interstate 5.
Schválená podoba linky povede do Lynnwoodu přes již zmíněné čtvrtě, další čtvrť Jackson Park a města Shoreline a Mountlake Terrace. Částí podoby bylo uskutečnění studie zkoumající možnosti pro rozšíření systému až do Everettu. Linka by měla být dokončena roku 2023 a její prodloužení do Everettu bude potřebovat další schválení.

### South Link
Sound Transit plánuje spojení letiště Seattle-Tacoma International Airport s dopravním centrem Tacoma Dome Sounder Station. Zdejší linka bude mít zastávky mimo jiné u Highline Community College a ve městech Federal Way a Fife. Celá trasa bude nadzemní a povede po podobné cestě jako Washington State Route 99. Mezi mnohé investory patří i Ministerstvo dopravy státu Washington a tak musí být před stavbou učiněno ještě několik dohod. Linka, která bude mít průměrně 38 tisíc cestujících denně je jedním z hlavních cílů společnosti - spojit Seattle s Tacomou. Na koleje linky Tacoma Link ale nebude moci pokračovat pokud nebude tacomská linka přestavěna tak, aby mohla využívat seattleskou techniku. Ta využívá dvakrát více voltů v trolejích a jiné druhy vozidel.
Linka je zatím schválená pouze k zastávce Redondo/Star Lake, jelikož její další prodloužení k Tacoma Dome zatím volbami neprošlo. K Highline Community College bude dostavěna už roku 2020, o tři roky později se dostane až k zastávce Redondo/Star Lake.

### East Link
V listopadu 2008 bylo také prodlouženo schválení zvané East Link, které spojí Seattle, Mercer Island, Bellevue a Redmond. Od linky Central Link se oddělí jižně od stanice International District/Chinatown v centru města a povede přes Bellevue do stanice Overlake Transit Center, takže také kolem sídla společnosti Microsoft.
Stanice se budou nacházet na křižovatce Interstate 90 s Rainier Avenue, na Mercerově ostrově, na jihu Bellevue, na ulici East Main v Bellevue, ve stanici Bellevue Transit Center, u nemocnice Overlake Hospital, dále na ulicích 120th a 130th, u Overlake Village a ve stanici Overlake Transit Center, která se nachází hned vedle sídla Microsoftu. Zastávka ve stanici Bellevue Transit Center bude buď pozemní nebo podzemní. Město chce, aby linka vedla tunelem pod centrem Bellevue, ale to by ho muselo samo postavit. Pokud se tak nestane, linka povede po ulicích města. Společnost má díky lince právo dále rozšířit svůj systém do centra Redmondu.

### Prodloužení linky Tacoma Link
Společnost také uvažuje o rozšíření tacomské linky, které může vézt na západ k Tacoma Community College. Linka by byla pozemní a obsluhovala by také důležitá místa jako Stadium High School, Dětskou nemocnici Mary Bridge, Tacoma General Hospital nebo University of Puget Sound. Denně by přidala 8 tisíc cestujících.

### Další navrhovaná prodloužení
Starosta Seattlu Michael McGinn navrhl stavbu nové linky na západě města Seattlu, která by byla postavena ve spolupráci města a společnosti Sound Transit. Linka by vedla do čtvrtí Ballard, West Seattle, Belltown nebo Fremont a vyplnila by tak klíčovou mezeru v současném systému Link Light Rail.

## Vliv na okolí
Při stavbě linek systému je podporován přístup „smart growth“ co se týče vzrůstu a vývoje populace obsluhovaných oblastí. Při stavění obytných zón právě u tratí rychlodrážních tramvají se očekává, že méně lidí bude dojíždět do práce autem a místo toho využijí právě služeb Link Light Rail. Společnosti pak pomáhá zvýšením počtu cestujících a obratu. Aktivisté navíc ukazují, že rychlodrážní tramvaje způsobují menší emise CO2 v okolí, jelikož jim opravdu dávají obyvatelé přednost před ekologicky méně výhodnější automobilovou dopravou.
Díky snaze environmentalistů, dopravních skupin a realitních advokátů byl v roce 2009 navržen státní zákon umožňující větší hustotu populace okolo stanic Link Light Rail. Návrh ale neprošel.